# Leżajsk
Leżajsk est une ville de la voïvodie des Basses-Carpates, dans le sud-est de la Pologne. Elle est le chef-lieu du powiat de Leżajsk. Sa population s'élevait à 14 448 habitants en 2012.

## Noms
La ville de Leżajsk a porté différents noms au cours de son histoire : Lanżaysko, Lanżeysko, Manzansko, Manzaysko, Królowomysto, Leżajsk Zygmuntowski, ליזענסק-Lijensk (en yiddish).

## Histoire

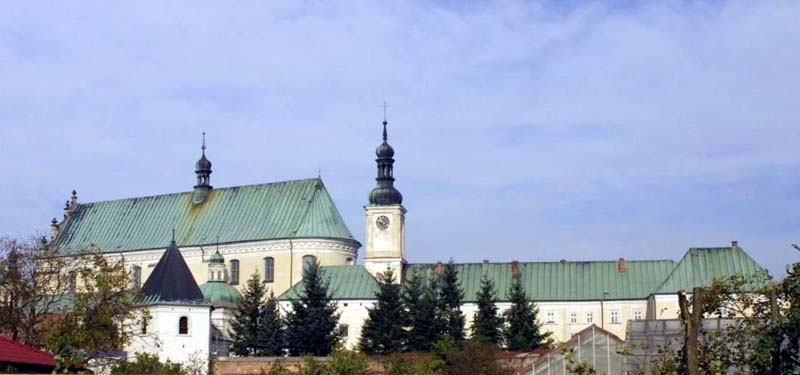
Église et monastère des Frères Bernardins

Au XIVe siècle, Leżajsk faisait partie des possessions du roi regroupées dans la partie nord-est de la voïvodie russe. Leżajsk se vit conférer le statut de ville et les droits qui y sont liés par Ladislas II Jagellon en 1397. La ville fut entièrement pillée puis brûlée par les troupes de Kantymira Murza en 1524. Les Tatars commencèrent alors à sauvagement noyer les enfants et les personnes âgées dans les marécages aux alentours de la ville. C'est pour cette raison que le roi Sigismond Ier le Vieux déplaça le village de Lezensko znad Sanu d'environ 5 km vers le sud-ouest, à l'endroit où il se trouve aujourd'hui. Il en profita pour lui donner un nouveau nom: Lezensko Zygmuntowskie. La ville fut entourée de remparts et d'une longue barrière de bois. L'ancien emplacement de la ville fut appelé Stare Miasto ("Vieille Ville").

## Lieux de culte
- Église et Monastère des Frères Bernardins
- Tombe du rabbin hassidique Elimelekh de Lizhensk

## Monuments
- "Proświta", la "Maison nationale", construite en 1913 d'après les plans de Lew Szelewicz
- Dwór starościński construit par le maire Krzysztof Szydłowiecki pour servir à la fois de lieu de résidence et de défense, loué à partir de 1918 par le lycée de la ville

## Événements ayant entravé le développement de la ville
- 1498, 1500, 1503, 1509, 1519, 1524 : invasions tatares.
- 1635 : grande inondation.
- 1655-56 : invasion suédoise.
- 1657 : invasion par les troupes hongroises de Jerzy II Rakoczy.
- 1672 : grand incendie, nouvelle invasion par les Tatars.
- 1705,1710, 1712, 1717, 1718, 1721 : épidémies de peste.
- 1768-1772 : pillage de la ville par les troupes de la confédération.
- 1809 : pillage de la ville et de ses environs par les troupes russes du prince Golicyn.
- 1811 : incendie des bâtiments en bois de la ville.
- 1812-1813 : réquisition de la nourriture et du fourrage, pillage par les troupes russes.
- 1831 : épidémie de choléra.
- 1846 : mauvaise récolte, épidémie de choléra.
- 1873 : incendie de l'abattoir de la ville, inondations des champs près des rives du San, récoltes détruites par la grêle, épidémie de choléra. Incendie de la partie nord de la ville, où se trouvaient notamment la mairie et l'école.
- 1903, 1906 : incendies.

## Citoyens d'honneur de la ville
Le titre de « Citoyen d'honneur de la ville de Leżajsk » est accordé aux personnes d'influence qui ont apporté leur aide aux pouvoirs locaux ou nationaux. Ces personnes sont inscrites dans le livre des citoyens d'honneur et reçoivent un diplôme. La plupart des citoyens d'honneur ont versé des sommes importantes au fonds pour les personnes démunies de la ville.
- Edward Acht (1869)
- Szczęsny Jawornicki et Michał Szaszkiewicz (1873).
- le comte Alfred Potocki (1875).
- Sebastian Kołodziej (1877).
- le Père Józef Graff (1878).
- Władysław Bzowski (1881).
- Władysław Filimowski (1883).
- Edmund Wachholtz, Gustaw Knedlich (1884).
- le père Józef Mytkowicz (1886).
- le comte Ferdynand Hompesh (1887).
- le père Piotr Plenkiewicz (1890).
- le Premier Ministre Kazimierz Badeni (1897).

## Rues de Leżajsk

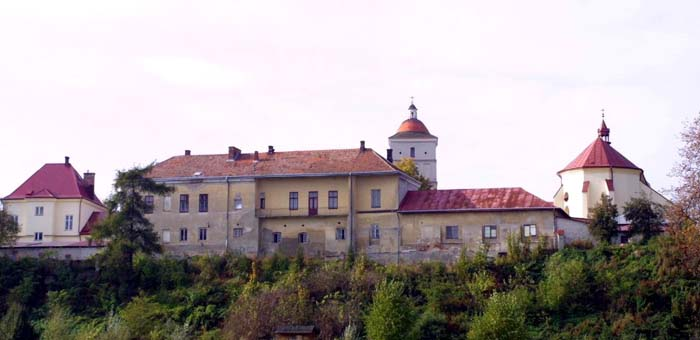
Leżajsk

- Tadeusz Wyrwa-Furgalski. Le conseil municipal a nommé cette rue en l'honneur d'un enseignant de l'école de Leżajsk qui a lutté contre l'offensive russe de 1916. Le major Tadeusz Wyrwa-Furgalski, légionnaire, s'est battu pour l'indépendance de la Pologne dans les rangs de l'armée autrichienne.
- Adam Mickiewicz. Principale rue de Leżajsk.

## Jumelages
- Vásárosnamény (Hongrie)
- Novoïavorivsk (Ukraine)
- Tchortkiv (Ukraine)